# Накадзава Сота
Сота Накадзава (яп. 中澤 聡太, нар. 26 жовтня 1982, Токіо) — японський футболіст, що грав на позиції захисника.
Виступав, зокрема, за клуби «Касіва Рейсол» та «Гамба Осака», а також молодіжну збірну Японії.
Володар Суперкубка Японії. Дворазовий володар Кубка Імператора. Клубний чемпіон Азії. 

## Клубна кар'єра
У дорослому футболі дебютував 2001 року виступами за команду клубу «Касіва Рейсол», в якій провів шість сезонів, взявши участь у 29 матчах чемпіонату. 
Згодом з 2006 по 2007 рік грав на умовах оренди у складі команд клубів «Токіо» та «Гамба Осака».
2008 року уклав повноцінний контракт з «Гамба Осака». Відтоді відіграв за команду з Осаки наступні ще п'ять сезонів своєї ігрової кар'єри. Більшість часу, проведеного у складі «Гамби», був основним гравцем захисту команди.
Протягом 2013—2015 років захищав кольори «Кавасакі Фронталє», а також, на умовах оренди, «Сересо Осака».
Завершив професійну ігрову кар'єру у тому ж «Сересо Осака», за який вже на умовах повноцінного контракту грав 2016 року.

## Виступи за збірну
Протягом 2000–2001 років залучався до складу молодіжної збірної Японії. У її складі був учасником молодіжного чемпіонату світу 2001 року.

## Титули і досягнення
- Володар Кубка Джей-ліги (1):

«Ґамба Осака»: 2007
- Володар Суперкубка Японії (1):

«Ґамба Осака»: 2007
- Володар Кубка Імператора Японії (2):

«Ґамба Осака»: 2008, 2009
- Переможець Ліги чемпіонів АФК (1):

«Ґамба Осака»: 2008
- Переможець Пантихоокеанського чемпіонату (1):

«Ґамба Осака»: 2008